# إدواردو بيرتي
إدواردو بيرتي (بالإسبانية: Eduardo Berti)‏ هو كاتب ومترجم وكاتب سيناريو أرجنتيني، ولد في 1964 في بوينس آيرس في الأرجنتين.

## وصلات خارجية
- إدواردو بيرتي على موقع IMDb (الإنجليزية)
- إدواردو بيرتي على موقع قاعدة بيانات الفيلم (الإنجليزية)